# Breaking news

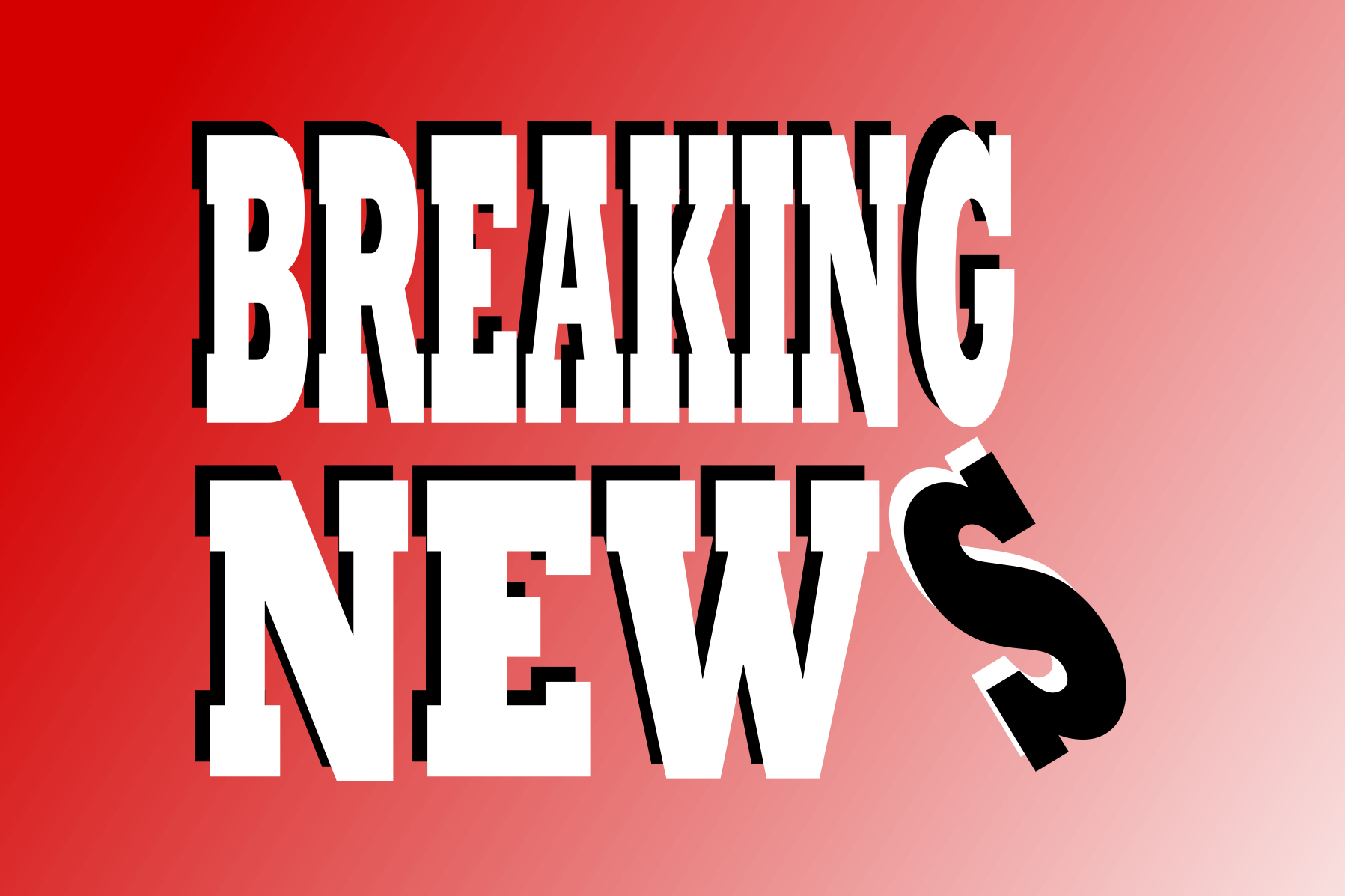
Plansza telewizyjna

Breaking news – w mediach to specjalne wydanie programu informacyjnego, w którym przekazuje się na żywo ważne wiadomości z ostatniej chwili, przerywając aktualnie nadawany program w telewizji lub radiu.